# Eduardo Rivera
Eduardo Rivera (né Eduardo Shacklett Rivera le 30 novembre 1965 à Mexico), est un acteur mexicain. Il mène sa carrière en participant à diverses productions de Televisa aussi bien dans les telenovelas que dans des séries de télévision.

## Filmographie

### Telenovelas
- 1992 : María Mercedes : Danilo
- 1992 : De frente al sol : Jacinto
- 1994 : Más allá del puente : Jacinto
- 1994 : Caminos cruzados : Diego
- 1995 : Acapulco, cuerpo y alma : Oscar Rodríguez
- 1998 : Ángela : Emeterio González
- 1999 : Mujeres engañadas : Teniente José Luis Ortega
- 1999 : Serafín : Juancho
- 2000 : Primer amor : Artemio
- 2001 : Navidad sin fin  : Jose Luis
- 2004 : Amar otra vez : Ismael Pardo Iglesias
- 2005 : Pablo y Andrea : Míkonos
- 2006 : Duelo de pasiones : Hugo Torres
- 2006-2007 : Las dos caras de Ana : Marcos
- 2008 : Querida enemiga : Darío Aguilar
- 2008-2009 : Cuidado con el ángel : Docteur de la Cruz Roja
- 2010 : Soy tu dueña : Juan Granados
- 2011 : Rafaela : Alfredo Contreras
- 2011-2012 : Amorcito corazón :  Ricardo « Ricky » Pinzón Hernández
- 2012-2013 : Amores verdaderos : Maton
- 2013-2014 : De que te quiero, te quiero : Abdul Abdalá
- 2014 : Hasta el fin del mundo : Ramón

### Séries de télévision
- 2013-2014 : Como dice el dicho : Andrés / Osvalco
- 2008 : Ugly Betty : Détective Baptista
- 2008 : La rosa de Guadalupe : Alberto
- 2007 : S.O.S.: Sexo y otros secretos : Vicente
- 2007 : La Familia Peluche : Expert en bombes
- 1996-2004 : Mujer casos de la vida real (14 épisodes)

### Émission télévisée
- Solo para mujeres